# Chalybion omissum
Chalybion omissum är en biart som först beskrevs av Franz Friedrich Kohl 1889.
Chalybion omissum ingår i släktet Chalybion och familjen grävsteklar. Inga underarter finns listade i Catalogue of Life.